# Sacra Sulci
I Sacra Sulci sono una struttura geologica della superficie di Marte.